# Associazione Sportiva Reggina 1951-1952
Questa pagina raccoglie i dati riguardanti l'Associazione Sportiva Reggina nelle competizioni ufficiali della stagione 1951-1952.

## Stagione
La squadra concluse il girone D della Serie C 1951-1952 al diciassettesimo posto, retrocedendo in IV Serie.
In realtà la squadra conquistò sul campo 34 punti, frutto di 14 vittorie e 6 pareggi. Fu però penalizzata di 17 punti: si scoprì infatti che un dirigente della Reggina cercò di corrompere il calciatore catanzarese Ziletti, per indurlo ad agevolare la squadra amaranto in occasione del match tra le due squadre. Il tentativo di illecito venne scoperto e la Reggina venne penalizzata.

## Rosa
| N. |                   | Ruolo | Calciatore       |
| -- | ----------------- | ----- | ---------------- |
| -  | Italia (bandiera) | P     | Corrao           |
| -  | Italia (bandiera) | P     | Valsecchi        |
| -  | Italia (bandiera) | D     | Bruno Genti      |
| -  | Italia (bandiera) | D     | Spadaro          |
| -  | Italia (bandiera) | D     | Montagner        |
| -  | Italia (bandiera) | C     | Alessandro Ferri |
| -  | Italia (bandiera) | C     | Neri             |

| N. |                   | Ruolo | Calciatore         |
| -- | ----------------- | ----- | ------------------ |
| -  | Italia (bandiera) | C     | Rolando Appolloni  |
| -  | Italia (bandiera) | C     | Talarico           |
| -  | Italia (bandiera) | A     | Lidio Massagrande  |
| -  | Italia (bandiera) | A     | Roberto Beghi      |
| -  | Italia (bandiera) | A     | D'Alò              |
| -  | Italia (bandiera) | A     | Ernesto Scarlattei |
| -  | Italia (bandiera) | A     | Simoncelli         |

## Piazzamenti
- Serie C: 17º posto. Retrocessa in IV Serie.